# 異形成
異形成とは、細胞が正常では見られない形態になる、形態変化の一種である。通常、上皮組織や造血組織に生じるものをいう。

## 上皮の異形成

### 病理像
上皮内癌ほどではない構造異型や細胞異型を示す細胞から成る病変で、異型の高度なもの＝高度異形成は、前がん病変あるいは良性と悪性の境界病変とされる。通常は体積の増加がみられないものを指す（体積が増加しているものは、「境界悪性腫瘍」などと呼ぶ）。異型度が高度でないものも、しばしば不可逆的に徐々に異型度を増してゆくこともあり、時として悪性腫瘍に進行する。
異形成上皮の細胞周期は正常の上皮より短くなっており、実態としては表層の細胞の脱落のために見かけ上の体積が増えていない上皮性新生物と考えられる（ただし、表層細胞脱落がアポトーシスのために起こる、すなわちまだ不死化していない細胞であるとしたら、新生物とは言えないかも知れない）。

### 臨床的取扱い
臨床的には前がん病変の1つとして、経過観察が（場合によっては発がんの前に切除が）必要である。ただし、異形成のうち、異型の軽度なもの＝軽度異形成は自然治癒することがあり、臨床的に「可逆的でありうる病変」として扱われる。想定される機序は
異形成細胞クローンが全て排除された後に、正常細胞から組織が再生した
実は単なる炎症反応性の異型であり可逆的な病変であったのだが、形態的に真の軽度異形成（遺伝子異常は軽度にとどまっているものの不可逆的な病変）と区別できなかった
など。

## 異形成と化生
正常では見られない形態の細胞になる変化である「異形成」に対し、もう1つ重要な細胞の分化の異常に「化生」という言葉があり、これは別の正常細胞に分化することである。
例えば、気管支の呼吸線毛上皮が扁平上皮に分化するということはよく知られている。これは細胞の防御過程の一種と考えられており、可逆的である。化生は、腫瘍の前段階ではないが、化生が起こる環境は異形成が起こるので結局その部位で発がんするリスクは高まる。
多くの学者は分化の異常（化生、異形成、発がん）のうち、化生のみを非腫瘍性病変と考えている。